# DocuDays UA
Il DocuDays UA International Human Rights Documentary Film Festival (DocuDays) è l'unico festival cinematografico sui diritti umani in Ucraina.
Il festival si tiene ogni anno a Kiev durante l'ultima settimana di marzo e l'ingresso è gratuito per il pubblico generalista. Ogni anno, il festival ha un tema diverso e, sebbene non tutti i film proiettati aderiscano al tema di quell'anno, tutti i film presentati sono documentari incentrati su i diritti umani.

## Fondatori
- Dokudeys ONG
- Unione ucraina per i diritti umani di Helsinki
- Ente pubblico "Sud"
- Fondazione regionale della misericordia e della salute di Cherson[3]
- Centro per le moderne tecnologie dell'informazione e arti visive, ONG

Il programma del Festival, la composizione degli ospiti, la giuria, i temi dei seminari e delle masterclass, eccetera sono formati dalla Direzione Esecutiva, composta dai capi dei dipartimenti della ONG "Docudes" e approvati dal Direttore Esecutivo della stessa.

## Giuria[4]
- Alla Tyutyunnyk - Membro del Comitato Organizzatore, Membro del Consiglio dell'Unione ucraina per i diritti umani di Helsinki, scrittrice, sceneggiatrice, giornalista
- Volodymyr Yavorsky - membro del Comitato Organizzatore, attivista per i diritti umani
- Gennady Kofman - Membro del consiglio di amministrazione e del comitato di selezione, capo del dipartimento di sviluppo dei progetti, produttore
- Roman Bondarchuk - direttore artistico, regista
- Darina Averchenko - Direttrice PR, produttrice
- Victoria Leshchenko è la direttrice del programma
- Daria Bassel è la direttrice della piattaforma di settore

## Storia

### Festival del Cinema dei Diritti Umani
Il primo festival chiamato "Days of Cinema on Human Rights" si è svolto dal 17 novembre al 21 dicembre 2003. Le proiezioni si sono svolte a Leopoli, Odessa, Charkiv e Donetsk. Un programma esteso è stato presentato a Kiev, che includeva nastri di gioco.
I documentari sono stati suddivisi in blocchi tematici, dedicati ad alcuni aspetti dei diritti umani: diritti umani, problemi dei rifugiati e dei migranti, diritti dei bambini e delle donne, sicurezza della coscienza. I programmi "Special Look" e "Feature Film" erano separati.

### II Festival del Cinema dei Diritti Umani "Contesto ucraino"
Il secondo festival si è svolto dal 29 marzo al 4 aprile 2005 a Kiev e ha avuto il nome aggiuntivo "Contesto ucraino". Questa volta il programma consisteva principalmente in film di saggistica. Dopo le proiezioni alla House of Cinema di Kiev, il festival ha viaggiato attraverso le regioni dell'Ucraina, che è durato da maggio 2005 a febbraio 2006. Le proiezioni si sono svolte in cinema, club, centri d'arte, scuole, licei, università.

### III Festival del Cinema dei Diritti Umani "Contesto ucraino"
Nel 2006, all'International Documentary Film Festival di Amsterdam (IDFA), "Ukrainian Context" è stato accettato nell'International Human Rights Film Network (HRFN). "Ukrainian Context" diventa effettivamente una piattaforma in cui vengono presentati i migliori documentari dell'Ucraina e di altri paesi post-sovietici. I suoi consigli al "contesto ucraino", oltre al festival "WATCH DOCS. Human Rights in Cinema”, fornito anche dal One World International Human Rights Film Festival (Praga, Repubblica Ceca).
Il festival si è svolto dal 21 al 26 maggio a Kiev. Quest'anno, per la prima volta, una giuria composta da attivisti per i diritti umani provenienti da Ucraina, Russia e Bielorussia sta lavorando al festival. Il primo film a vincere il Grand Prix al festival è stato "Children from Leningrad" dei registi polacchi Ganna Polak e Andrzej Celinski. Oltre al premio principale, sono stati assegnati anche altri 10 film in nomination a tema sui diritti umani.
Da settembre a dicembre 2006, alcuni film del programma del concorso sono stati proiettati al Festival itinerante nelle regioni dell'Ucraina.

### IV Festival Internazionale dei Diritti Umani Giornate del Film Documentario "Contesto Ucraino"
Il quarto festival si svolgeva tradizionalmente nella Kyiv Cinema House ed è durato quasi una settimana, dal 29 marzo al 6 aprile 2007. Il programma comprende più di 100 film da 20 paesi. Il festival ha previsto anche proiezioni retrospettive e workshop di importanti maestri del documentario.
Oltre alla giuria per i diritti umani, i vincitori sono stati scelti da giornalisti ucraini. Il premio "Per il miglior film sui diritti umani" è stato assegnato al film "Idiot" dei registi russi Yu. Panasenko e S. Strelnikov. Premi speciali per i media ricevuti "Themis - una donna dal comportamento facile", dir. V. Dashuk e "Il gioco è finito", dir. A.Dranitsina.
È iniziata la creazione di una rete di club del festival Days of Documentary Film on Human Rights nelle regioni dell'Ucraina. Le proiezioni in diverse parti del paese si sono svolte da ottobre a dicembre 2007. Al festival di Kiev hanno partecipato 6.000 spettatori. Festival itinerante - circa 50.000 spettatori in 30 città dell'Ucraina.

### V Festival Internazionale Docudays UA "Days of Documentary Film on Human Rights"
Nel 2008, il festival è stato finalmente ribattezzato Docudays UA International Human Rights Documentary Film Festival. Le proiezioni del quinto festival sono durate dal 28 marzo al 4 aprile.
Al festival sono stati presentati film provenienti da più di cinquanta paesi, espandendo la geografia dei film del festival oltre i paesi vicini. Un nuovo team guidato dal produttore Andriy Matrosov si è unito agli organizzatori del festival. Il programma del festival era diviso in due parti: diritti umani e concorsi creativi.
La giuria del concorso creativo seleziona i vincitori in due categorie: il premio "Per la concisione dell'attuazione del tema dell'identità nazionale nello spazio post-sovietico" riceve il film "Primo giorno", dir. il signor Sauter; Il premio "Per le capacità di regia e un approccio tollerante a un argomento complesso" viene assegnato al film israeliano "Bridge across the Wadi", dir. T. Heymann e B. Heymann.
La giuria dei diritti umani seleziona anche due vincitori nelle rispettive categorie. Il premio "Per non aver accettato la violenza" va al film "Voci dimenticate da Dio", dir. K.Yoshi. Il premio "Per l'intolleranza al totalitarismo" va al film "Ognuno tace di sé", diretto da M. Bauder e D. Franke. Anche nel concorso per i diritti umani, sette nastri ricevono premi speciali.
L'Audience Choice Award, che viene scelto a scrutinio segreto dal pubblico dopo il concorso, viene assegnato al film "Chernobyl: The Invisible Thief", dir. K. Bokel.
I registi dei film in concorso sono stati invitati a Kiev. Presentano personalmente i nastri prima delle proiezioni, partecipano alla sessione di domande e risposte del pubblico e tengono riunioni e conversazioni durante gli eventi del festival.
Per la prima volta durante l'apertura e la chiusura del festival si svolgono cerimonie solenni. La cerimonia di apertura è accompagnata da un'orchestra d'archi, la chiusura si tiene presso il Centro ucraino di cultura popolare "Museo Ivan Honchar".
Su iniziativa del Ministero dell'interno dell'Ucraina e con il sostegno della DSC (Agenzia svizzera per lo sviluppo e la cooperazione), l'Ambasciata svizzera e l'Ambasciata canadese in Ucraina hanno lanciato il programma Right to Know.
Le viste e gli eventi speciali del festival durante l'anno raccolgono 118.500 spettatori in 60 città del paese.

### VI Docudays UA Festival internazionale del documentario sui diritti umani
Il sesto festival si è svolto dal 27 marzo al 2 aprile 2009. Durante il festival ci sono mostre fotografiche, mostre di caricature, presentazioni con la partecipazione di famosi scrittori, registi e personaggi pubblici ucraini. Il programma del festival consiste in una retrospettiva di famosi documentaristi, workshop ed eventi educativi sui diritti umani.
Per la prima volta all'interno del festival è stato presentato un programma speciale "Film documentario contro l'ingiustizia", che includeva film pubblicitari sulle attuali questioni relative ai diritti umani in Ucraina. Il focus speciale del festival è un film documentario sui diritti dei bambini. Questa iniziativa del festival cinematografico Docudays UA è stata realizzata nell'ambito del Global Film Festival sui diritti dell'infanzia, organizzato dall'UNICEF in occasione del 20º anniversario della firma della Convenzione delle Nazioni Unite sui diritti dell'infanzia.
Gli studenti delle università ucraine diventano una categoria separata della giuria. Il primo vincitore secondo la nuova giuria è il film "English Surgeon", dir. J.Smith. Lo stesso nastro diventa il vincitore del voto del pubblico.
Il Gran Premio del concorso creativo è stato assegnato al film "La rivoluzione che non esisteva", dir. A. Polunin. Tra i partecipanti al concorso sui diritti umani, il vincitore è stato il film "Inside", dir. I. Volkov.
Il festival itinerante si è svolto da ottobre a dicembre 2009 in 100 insediamenti dell'Ucraina. Oltre ai cinema e alle case della cultura, le proiezioni hanno avuto luogo nei collegi, nelle colonie penali e nelle stazioni di polizia. Gli organizzatori regionali hanno discusso con la partecipazione di personaggi pubblici, attivisti per i diritti umani, giornalisti e registi. Il programma del Festival itinerante è stato seguito da circa 140mila spettatori. Il festival ha raccolto 17.800 spettatori a Kiev.

### VII Docudays UA Festival internazionale del documentario sui diritti umani
Il settimo festival si è svolto dal 26 marzo al 2 aprile 2010.
Il simbolo del festival era l'orchestra jazz per bambini "Dixieland" di Kherson. Soprattutto prima dell'apertura del festival è stato girato un breve documentario "Dixieland", che si è concluso con una vera e propria esibizione di bambini sul palco durante la cerimonia di apertura. Famose melodie jazz hanno fatto eco allo slogan del festival: "Tutti i successi del film documentario".
Il Gran Premio del concorso creativo è stato assegnato al film "Mamma è morta sabato in cucina", dir. M. Vasyanovich. Il concorso per i diritti umani è stato vinto dal film "Birmania VZ - un reportage da un paese chiuso", dir. A. Esztergor. Il premio della giuria studentesca "Per virtuosismo e ironia" è stato assegnato al film "La peggiore compagnia del mondo", dir. R. Conte. Il pubblico del festival ha scelto il vincitore dell'Audience Choice Award, il film polacco "Football Father", dir. M. Jozwiak.
Nel 2010 è stato lanciato il Premio Andriy Matrosov, tragicamente morto il 16 febbraio 2010. Questo premio è andato al film "Pay and Marry", dir. A. Georgiev. Inoltre, al festival sono stati presentati i premi dell'Unione nazionale dei cineasti della fotografia ucraina e il premio dell'Unione ucraina di Helsinki per i diritti umani.
Il festival di Kiev ha avuto 22.300 spettatori. Un totale di 153.000 persone hanno visto film sui diritti umani con le proiezioni del Festival itinerante (ottobre-dicembre 2010).

### VIII Festival Internazionale del Documentario sui Diritti Umani Docudays UA
L'ottavo Docudays UA si tiene dal 25 al 31 marzo 2011. Il film di apertura del festival è "Another Chelsea: A Story from Donetsk" del regista tedesco Jakob Preuss. Jakob Preuss ha invitato i minatori di Donetsk, gli eroi del suo film, alla cerimonia di apertura del festival il 25 marzo.
Docudays UA ha aderito alla campagna internazionale "Empty Chair" a sostegno dell'attivista per i diritti umani, il premio Nobel per la pace Liu Xiaobo.
La giuria del concorso creativo comprende Manon Luazo (Francia), Marcin Koszalka (Polonia), Uldis Sekulis (Lettonia), Miroslav Janek (Repubblica Ceca), Alik Shpilyuk (Ucraina). Il vincitore è il film "Player", dir. Giovanni Appello.
La competizione per i diritti umani è giudicata da Nils Jakob Harbitz (Norvegia), Tatiana Revyaka (Bielorussia), Nina Tagankina (Russia), Georgy Janelidze (Georgia), Galina Bakhmatova (Ucraina). Il Gran Premio va al film "Justice for Sergei", dir. Hans Hermans, Martin Maat.
La giuria studentesca è composta da Maxim Anisimov, Alona Pavlenko, Maria Polishchuk, Alexander Roshchin, Tatiana Zheleznikova. Il premio viene assegnato al film "Pink Sari", dir. Kim Longinotto.
I migliori documentari dell'Ucraina, di altri paesi d'Europa e dell'Asia sui diritti umani all'interno del Travel Festival sono stati proiettati in 112 città, paesi e villaggi di 22 regioni dell'Ucraina, comprese la Crimea e Sebastopoli.

### IX Docudays UA Festival internazionale del documentario sui diritti umani
Il festival si è svolto dal 23 al 29 marzo 2012. Docudays UA è stato aperto dalla tragicommedia sul bizzarro mondo delle relazioni africane "Diplomat" del regista danese Mads Brugger.
Tra i programmi speciali del festival, è diventato dominante "Dittatura e autoritarismo", che riunisce tre film tematici "Ucraina. "Punto di riferimento" di Serhiy Bukovsky, "Diario, lettere, rivoluzioni" di Flavia Castro e "Khodorkovsky" di Cyril Tushi.
Il 24 marzo è stato presentato e inaugurato il progetto Living Library, dove tutti potevano parlare con i "libri viventi", persone per le quali nella società c'è un pregiudizio. Si tratta di rifugiati, femministe, musulmani, lesbiche, gay, rom, buddisti, studenti stranieri, ex prigionieri, attivisti per i diritti umani e altri.
Nell'ambito di Docudays UA, Kinopanora ha ospitato il primo programma educativo DOCU / CLASS - masterclass di noti documentaristi: Marina Razbezhkina (Russia), Marshall Curry (USA), Givi Odishari (Georgia) ed Emily James (Regno Unito).
Il concorso creativo è stato rinominato il concorso DOCU / LIFE. Il vincitore è stato il film "Lezione argentina" diretto da Wojciech Staron.
Il programma sui diritti umani è stato denominato DOCU/LAW, il Grand Prix è stato assegnato al film "Body and Soul" diretto da Mathieu Bron.
Una categoria a parte del concorso è il concorso di cortometraggi DOCU / SHORT, che viene valutato da una giuria separata. Il vincitore del nuovo concorso è il film "When We Become Happy" del regista polacco Paweł Wysoczanski.
Il premio principale della giuria studentesca è andato al film "Losha" diretto da Elena Demidova.
Il festival itinerante si è svolto in diverse regioni dell'Ucraina da ottobre a dicembre 2012.

### X Docudays UA Festival internazionale del documentario sui diritti umani
Il festival dell'anniversario si è svolto dal 22 al 28 marzo 2013. Le proiezioni si sono svolte nella tradizionale Docudays UA Cinema House e nel cinema Kinopanorama.

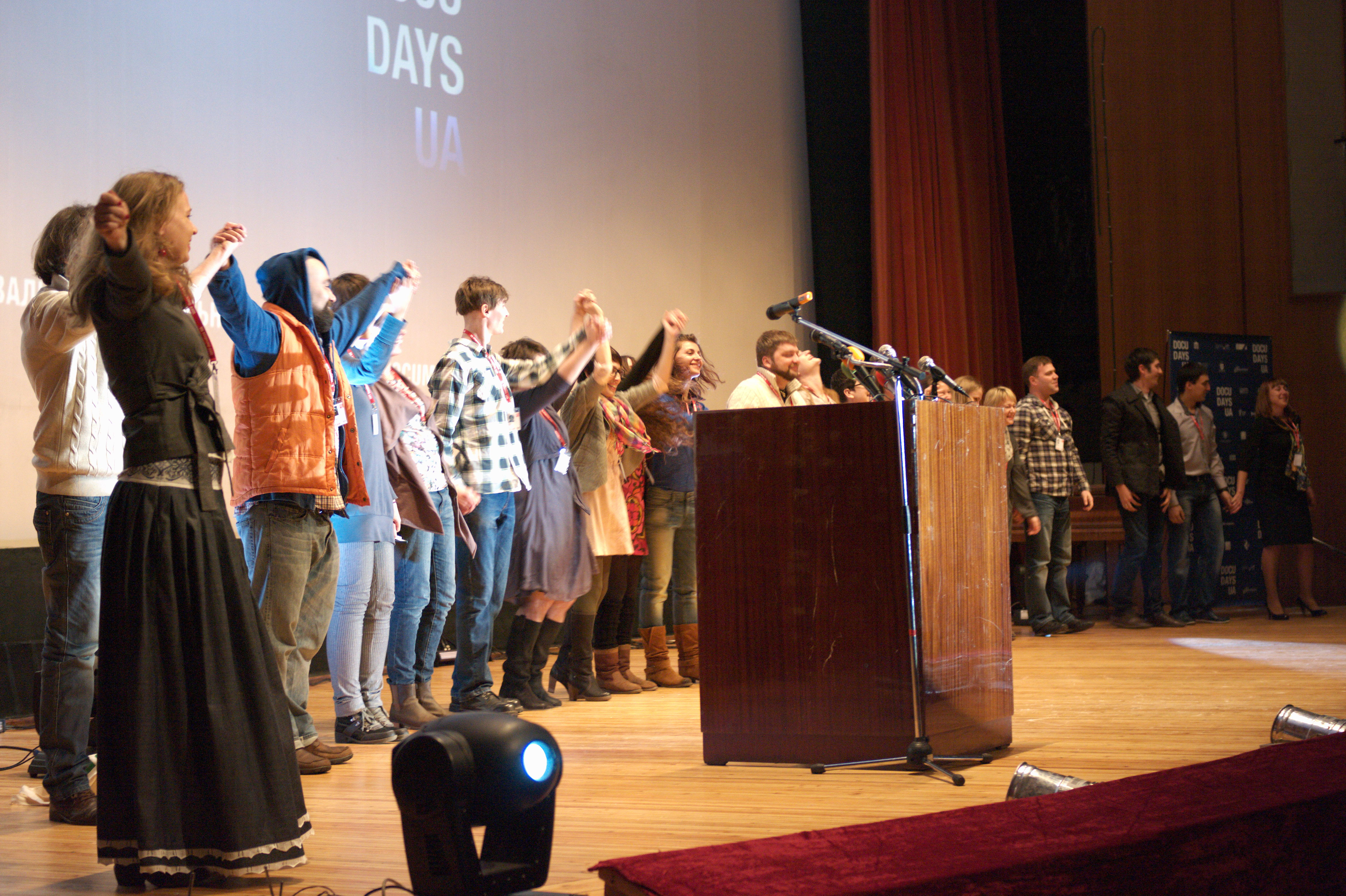
Cerimonia di apertura del Kyiv DocuDays del 2013

Quest'anno, gli eventi sui diritti umani e le proiezioni di film al festival Docudays UA sono stati uniti da un tema speciale: "C'è una scelta!" Particolare attenzione alla protezione della libertà di parola e di riunione pacifica, all'accesso all'informazione e al diritto alla libertà di espressione.
Il festival ha anche presentato diversi programmi speciali, tra cui:
- "Primavera araba": panorama degli eventi rivoluzionari in Tunisia, Egitto e Yemen. Cos'è la Primavera Araba e come vivi dopo di essa?
- "Best Docudays UA Films": una selezione di successi di diversi anni di festival
- DOCU / ART: tre anteprime ucraine di film sugli artisti di fama mondiale Jafar Panahi, Ai Weiwei e Tomoko Mukayama, che hanno dedicato la loro vita alla lotta per la libertà - la libertà di essere un cittadino, un artista e solo una persona.
- DOCU/ANIMA. L'animazione documentaristica è l'esempio migliore e più fresco di animazione documentaria ai festival cinematografici europei.
- "Addio al cinema!": Presentazione del critico cinematografico Oleksiy Radynsky della serie: Documentari critici ucraini del 1987-1995.
- Prime mondiali di progetti ucraini: "Roma Dream" del regista ucraino Roman Bondarchuk, antologie di film "Open Access" e "Out of Euro".

Il vincitore del concorso DOCU/LIFE è il film "Conversazioni su argomenti seri", dir. Giedre Beynorute. Il Grand Prix DOCU/LAW è stato assegnato al film "Girl from the South", dir. José Luis Garcia. I "Piccioni Volost" di Paul Figan sono stati premiati nel concorso DOCU. Il premio principale della giuria studentesca è andato al film "Documentary", dir. Ivars Zviedris e Inese Klyava. Il premio del pubblico è stato determinato votando sul social network "Facebook", è stato ricevuto dal film "After Vritsen" di Daniel Abma.

### XI Docudays UA Festival internazionale del documentario sui diritti umani
Oltre alla Cinema House e al Kinopanorama, il Kyiv Cinema si unirà alle location dell'Undicesimo Film Festival, che si è svolto dal 21 al 28 marzo 2014.

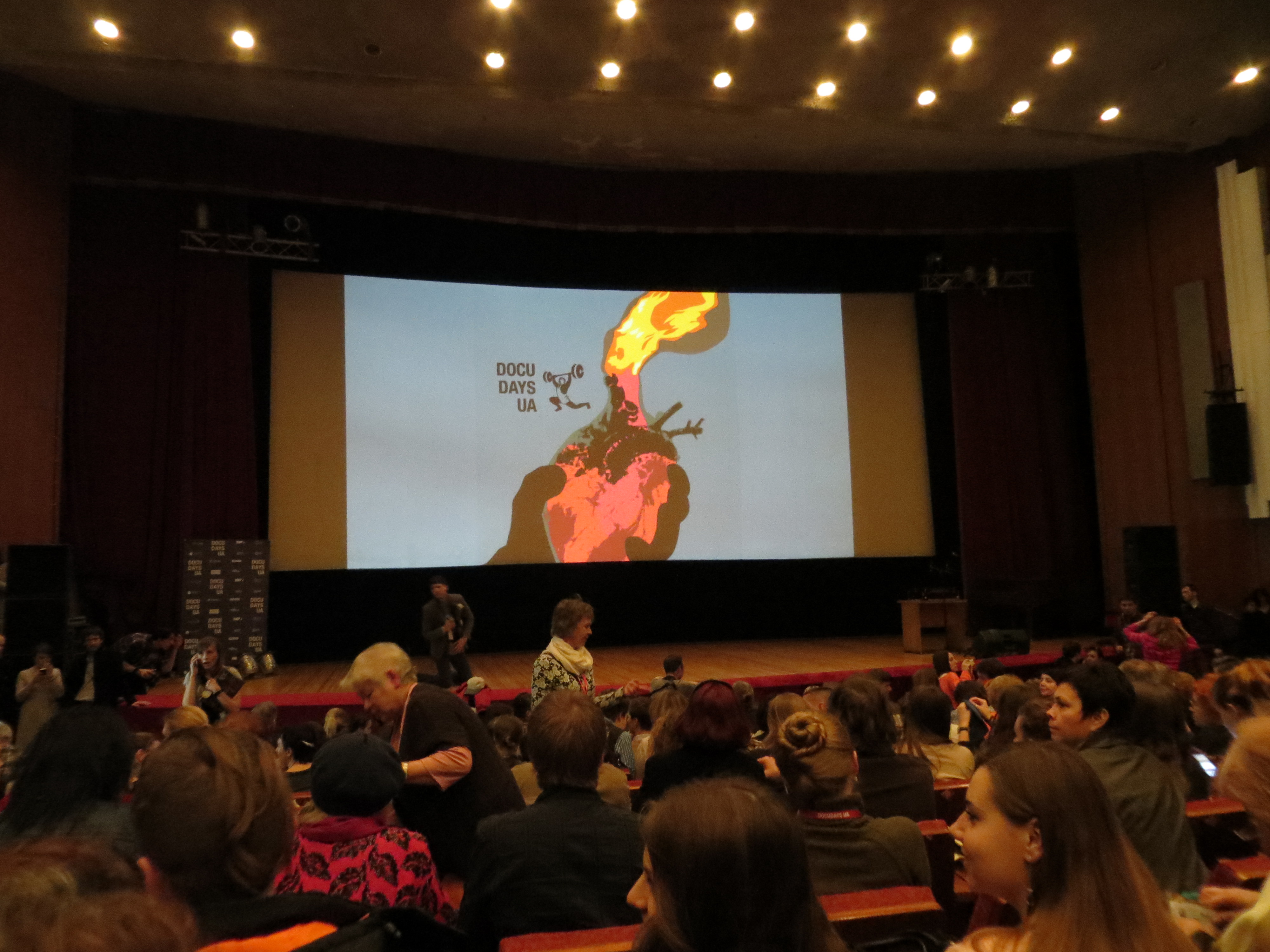
Foto del Kyiv DocuDays del 2014

Docudays UA ha rifiutato il film di apertura, invece il festival si è rivolto ai registi che hanno filmato la protesta ucraina e hanno chiesto di fornire il loro miglior filmato. Gli episodi dei futuri film di Euromaidan sono diventati un caleidoscopio di rivoluzioni che non ha bisogno di commenti. Il festival è stato aperto dalla cronaca della protesta ucraina: "Euromaidan. Bozza di installazione".
Il tema dell'undicesimo festival di Docudays UA è "Ideoruption": "Si tratta di una corruzione che ha acquisito da tempo i connotati dell'ideologia, che negli anni si è saldamente radicata nella mentalità ucraina. Con il tema di quest'anno, cerchiamo di comprendere la portata della corruzione in Ucraina e nel mondo, per mostrare come la solidarietà della gente comune può resistere alla corruzione ideologica.
Il programma fuori concorso ha riunito film vincitori di festival cinematografici mondiali, film sulle proteste pacifiche, selezioni dei migliori film e molto altro. Programmi speciali del 2014: DOCU / HITS, DOCU / UCRAINA, "HOT DOCS presenta", DOCU / RESISTANCE, DOCU / ART, "ARTDOKFEST presenta" e retrospettiva di Andriy Zagdansky.
Lo studio di film documentari DOCU / CLASS ha offerto i seguenti relatori: Ilona Bichevska "Dall'idea allo schermo internazionale: è facile essere il primo produttore internazionale?" esperienza di un master class pratico sul film documentario", Igor Gaidai "Progetti d'autore in fotografia ", Simona Bauman "Produzione di film politici", Alexander Techynsky, Oleksiy Solodunov e Dmytro Stoikov "Documentari da mischia", Chris MacDonald "Come costruire una strategia di successo per il festival per la promozione cinematografica", Max Afanasyev e Alexander Yudin "Televisione liquida", Boris Mitich "Tutta l'industria nell'industria cinematografica documentaria 5" Creativa Cinema in TV", Maciej Kuziemski "Il ruolo dei viaggi nel cinema documentario", Nadiya Parfan e Ilya Gladstein "Chernobyl nel cinema: dalla cronaca della catastrofe ai bambini mutanti".
Per la terza volta si è svolto il progetto Living Library, il tradizionale format di comunicazione tra spettatori e ospiti del festival con i "livi viventi" - persone per le quali c'è un pregiudizio nella società: poliziotto, rifugiato, musulmano, gay, femminista.
Il vincitore di DOCU / LIFE è stato il film "The Last Limousine" diretto da Daria Khlostkina. Il concorso DOCU/BRIEFLY è stato vinto da "Lisa, Go Home" per la regia di Oksana Buroi. La giuria DOCU/RIGHT ha assegnato il premio principale al film "Mother's Dream" diretto da Valerie Gudenus.

### XII Festival Internazionale del Film Documentario sui Diritti Umani Docudays UA
Il dodicesimo festival è durato dal 20 al 27 marzo 2015. Il film di apertura di Docudays UA è stato "DNR, o la bizzarra storia di un paese che si è fatto da sé" del regista britannico Anthony Butts.
Gli eventi del festival sono accomunati dal tema "Propaganda", "perché l'attenzione di tutti gli ucraini è concentrata sulla guerra in Oriente, che si chiama ibrida, perché è stata scatenata molto prima degli spari - principalmente armi dei media e propaganda".
Il programma fuori concorso ha riunito i film vincitori dei festival cinematografici mondiali, ed è stato suddiviso tematicamente in dieci sezioni: DOCU / HITS, DOCU / UCRAINA, TEMPO PRESENTS, EX-YUGOSLAVIA: RECONCILIATION, DOCUCE, DOCU / ETUER GEORGIA, PROPAGANDA, LA RETROSPETTIVA DI ALON VAN HORST e SPETTACOLO SPECIALE di Cinema Politica.
Per la prima volta, Docudays UA ha ampliato la fascia d'età per i visitatori e ha lanciato un programma di attività per bambini DOC / SADOK per bambini dai 3 ai 14 anni. Per i bambini più piccoli sono stati preparati interessanti corsi di sviluppo, conversazioni interessanti e lezioni di inglese. Per la prima volta è stato organizzato un corso di film documentario per ragazzi dagli 8 ai 14 anni.
Il programma dei diritti umani del festival è proseguito parallelamente alle proiezioni dei film. Gli organizzatori hanno invitato attivisti, registi, personaggi pubblici, giornalisti e tutti coloro che sono interessati a discussioni, tavole rotonde, presentazioni, corsi di formazione e proiezioni di film. Il programma degli eventi prevedeva discussioni sulla propaganda di guerra e il giornalismo sui diritti umani; presentazione della campagna contro la discriminazione; proiezione di un lungometraggio documentario sull'Holodomor Benedict Bane "The Holodomor. Genocidio dimenticato ”(2013); formazione sull'organizzazione delle azioni pubbliche e sull'efficienza energetica; Giornata della Libertà in Bielorussia; Giornata della Crimea.
Il festival ha incluso anche una presentazione della rete Docudays UA dei club di educazione ai media sui diritti umani e del centro online DOCU / CLUB e del cinema online DOCU / SPACE.
Il Grand Prix DOCU / LIFE è andato al film "Insieme" diretto da Denis Shabayev. Nel concorso DOCU / LAW, il premio principale è andato al film "God's Will" diretto da Beata Bubenets. Il premio nella categoria DOCU / BRIEF è andato a "Reference Point" diretto da Michal Szczesniak.
Il premio Andriy Matrosov degli organizzatori di Docudays UA "per lo spirito di libertà vittorioso" è stato assegnato al film "Everywhere Maidan" della regista ucraina Kateryna Hornostay.

### XIII Festival Internazionale del Film Documentario sui Diritti Umani Docudays UA
Il tredicesimo festival del cinema si è svolto dal 25 marzo al 1 aprile 2016. Il film di apertura di Docudays UA è stato il film "In the Rays of the Sun" del regista russo Vitaly Mansky. Il film di chiusura è stata la prima ucraina del documentario "Mariupolis" del regista lituano Mantas Kvedaravičius.
Gli eventi del festival si sono uniti al tema "Attraverso le illusioni": "Abbiamo avuto la sensazione che ora il mondo intero stia sfondando le illusioni verso un nuovo sistema di civiltà".
Dal 2016 è stato introdotto per la prima volta il concorso nazionale di documentari DOCU / UCRAINA. Il primo vincitore è stato il film "Persone che salì al potere", dir. Oleksiy Radynsky e Tomasz Rafa.
Oltre ai tradizionali programmi ed eventi competitivi e non competitivi durante il festival, si è svolta una presentazione aperta del concorso "The Guardian sta andando in Ucraina". Sono stati selezionati tre progetti di documentari ucraini vincitori.
Il concorso DOCU / LIFE è stato vinto dal film "Your Father's Chair", dir. Alex Laura e Antonio Tibaldi. La giuria DOCU/LAW ha assegnato il premio principale del film "Call me Marianne", dir. Karolina Beljavska. Nella categoria DOCU, il film "La fine del mondo", dir. Monica Pavlyuchuk.

### XIV Festival Internazionale del Film Documentario sui Diritti Umani Docudays UA
Il quattordicesimo festival del cinema si è svolto dal 24 al 31 marzo 2017 a Kiev e nelle regioni dell'Ucraina da ottobre a dicembre 2017.
Gli organizzatori erano l'Unione ucraina di Helsinki per i diritti umani, la ONG del sud, la Charity and Health Foundation e il Center for Modern Information Technologies and Visual Arts. Le location del festival erano la House of Cinema, Kinopanorama e Kyiv Cinema.
I film hanno gareggiato per i premi in quattro concorsi principali: DOCU / LIFE, DOCU / LAW, DOCU / BRIEF e DOCU / UCRAINA, oltre a un premio speciale della giuria studentesca. Tradizionalmente, gli organizzatori del festival hanno assegnato il premio Andriy Matrosov al loro preferito. Anche il pubblico del festival ha scelto il suo vincitore.
Il tema e il programma cinematografico centrale del festival di quest'anno - FOUR DEGREES - sui primi messaggeri del riscaldamento globale nel film "TuleTuval", le pericolose conseguenze dell'industria del bestiame nella "Cospirazione cornuta", le strutture sociali delle province mongole in "Demon of Sorrow" e il laboratorio che l'ecologico è sempre politico, nel film "Quando due mondi si scontrano".

### XV Festival Internazionale del Film Documentario sui Diritti Umani Docudays UA
Il quindicesimo festival del cinema si è svolto dal 23 al 30 marzo 2018 a Kiev e nelle regioni dell'Ucraina nel periodo ottobre - dicembre 2018.
Gli organizzatori erano l'Unione ucraina di Helsinki per i diritti umani, la ONG del sud, la Charity and Health Foundation e il Center for Modern Information Technologies and Visual Arts. Le location del festival erano Zhovten Cinema, Ukraina Cinema, IZONE Creative Space, Triptych: Global Arts Workshop, Port Creative Hub, Oleksandr Dovzhenko National Center, Rus Hotel.
Il festival è iniziato con il documentario "Captive Woman" diretto da Bernadette Tuza-Ritter. Ha terminato il 29 marzo al Centro Dovzhenko. Lì è stata organizzata la premiazione dei film vincitori.
Durante la settimana del festival sono stati presentati 62 film da 36 paesi con 230 partecipanti. La giuria di Docudays UA ha determinato i vincitori in quattro nomination principali: DOCU / LIFE, DOCU / LAW, DOCU / BRIEF e DOCU / UCRAINA. Per la prima volta nella storia del festival si è tenuto un concorso nazionale a figura intera. I film in competizione hanno anche gareggiato per un premio speciale della giuria degli studenti. Tradizionalmente, gli organizzatori del festival hanno premiato il loro preferito con il Premio Andriy Matrosov. Anche i telespettatori di Docudays UA hanno scelto il loro vincitore.
Durante la cerimonia di chiusura, il servizio di informazione internazionale indipendente Current Time ha assegnato un premio speciale a uno dei partecipanti al concorso del festival. Il premio di $ 5.000 è andato a "No Clear Manifestations" di Alina Gorlova per "la delicata copertura della catastrofe interna dell'eroina".
Tema e programma cinematografico centrale del festival di quest'anno - LIVELLI DI UGUAGLIANZA, abbiamo volutamente fatto ricorso all'ironia. Questa è una proposta alla società per misurare i livelli di uguaglianza, per discutere se l'uguaglianza è realizzabile nel nostro tempo e nelle nostre condizioni.

### XVI Docudays UA Festival internazionale del documentario sui diritti umani
Il sedicesimo festival del cinema si è svolto dal 22 al 30 marzo 2019 a Kiev e nelle regioni dell'Ucraina nel periodo ottobre - dicembre 2019.
Gli organizzatori erano l'Unione ucraina di Helsinki per i diritti umani, l'ONG DOCUDEIS, la Charity and Health Foundation e il Center for Modern Information Technologies and Visual Arts. Le location del festival sono state il cinema Zhovten, lo spazio creativo IZONE, il cinema Kyiv, il cinema Lira, il cinema Boomer e la rete di cinema Kyivkinofilm (Kyivska Rus, Fakel, Dnipro, Lipsia). , Taras Shevchenko Cinema), Oleksandr Dovzhenko Centro Nazionale, Biblioteca del Futuro, Hotel Rus, GALLERIA BURSA, Closer.
Il festival è iniziato con il film "Bellingcat: Truth in the World of Post-Truth" del regista olandese Hans Poole. Ha terminato il festival il 28 marzo a IZONE, dove la cerimonia di premiazione è stata tenuta dal giornalista Oleksiy Tarasov e dal manager culturale Anna Koryagina. Il film di chiusura è stato il film di ricerca "Ora qualcosa sta lentamente cambiando". Il film è stato presentato personalmente dalla regista di Manna Laura Meyer all'Ottobre Cinema.
Sono stati proiettati 76 film da 38 paesi. Al termine del festival, si sono svolte due giornate di spettatori nei distretti di Kiev: nel cinema Boomer e nella rete di cinema di Kyivkinofilm. Circa 2000 fan del festival hanno preso parte agli eventi della piattaforma per i diritti umani RIGHTS NOW! nello spazio creativo di IZONE.
Tradizionalmente, i film di Docudays UA gareggiavano nelle competizioni DOCU / WORLD, DOCU / SHORT e DOCU / UCRAINA. Quest'anno, il festival ha lanciato il premio RIGHTS NOW!, che ha nominato dieci film di tutti i programmi di Docudays UA.

### XVII Festival Internazionale del Film Documentario sui Diritti Umani Docudays UA
Al fine di ridurre il rischio per la salute di ospiti, partecipanti, visitatori del festival, abbiamo deciso di posticipare il festival 17 Docudays UA da marzo a settembre 2020. Ciò è stato concordato con la risoluzione del Gabinetto dei ministri dell'Ucraina sulla prevenzione della diffusione del coronavirus COVID-19 in Ucraina e la decisione delle autorità cittadine di limitare gli eventi di massa nella capitale. Quest'anno, in connessione con la pandemia di COVID-19, il Travel Festival è iniziato a settembre e si è svolto per la prima volta in un formato ibrido, coinvolgendo sia le piattaforme online che gli spazi pubblici. Il festival è iniziato il 4 settembre nella città di Novomoskovsk, nella regione di Dnipropetrovsk, con il film "Waves of Light". La proiezione si è svolta all'aperto in un parco vicino al fiume Samara, dove ogni venerdì per tre settimane il pubblico ha guardato e discusso i film del programma DOCU/Bambini. Le ultime proiezioni di Docudays UA si sono svolte il 30 dicembre.
Il Docudays UA International Travel Documentary Film Festival sui diritti umani è stato sostenuto dall'Ambasciata svedese in Ucraina.

## Scopo del festival
L'obiettivo principale di Docudays UA è promuovere il livello del cinema documentario ucraino, per stabilire un dialogo aperto in Ucraina sui problemi morali della società e dei diritti umani. I mezzi della cinematografia per contribuire a rafforzare il senso della dignità umana dei cittadini ucraini, per ispirarli a intraprendere azioni attive responsabili per costruire una società democratica.
Ogni anno il Comitato Organizzatore sceglie per il festival un tema che rispecchia più fedelmente la realtà ucraina. Il tema dell'XI Docudays UA nel 2014 era "Ideorruption". Questa è una nuova parola, che il team del festival ha escogitato appositamente per denotare l'ideologia della corruzione, che è molto saldamente radicata nelle menti degli ucraini. Il simbolo del festival, che si è svolto subito dopo l'Euromaidan, era un cuore ardente sotto forma di una bottiglia molotov. Il dodicesimo festival nel 2015 ha sollevato il tema della propaganda con il motto: "Il vero cinema protegge!". Il concept del festival 2020 chiamato "Teen Spirit: Here and Now" era dedicato alla crescita e il tema del 2021 era il diritto umano alla salute.

## Struttura
- Programma internazionale di film in concorso in tre concorsi DOCU/LIFE, DOCU/LAW, DOCU/BRIEF;[9]
- Concorso nazionale per documentaristi ucraini DOCU / UCRAINA (dal 2016);
- Programma dei migliori film dei festival internazionali sui diritti umani;
- Retrospettiva di maestri del cinema documentario;
- Spettacoli speciali;
- DOCU / CLASS Workshop Internazionale sul Film-Documentario;[10]
- Mostre fotografiche;
- Misure sui diritti umani[11]
- Biblioteca vivente[12]

## Accessibilità

### Descrizione sonora
L'audio per cechi (o descrizione audio) è stata utilizzata nel cinema di tutto il mondo per oltre 40 anni. Questa è una colonna sonora aggiuntiva nel film con una descrizione della parte visiva del film per gli spettatori non vedenti. Per il terzo anno consecutivo, i singoli film di Docudays UA sono disponibili con audio.
Nel 2020 è stata realizzata la colonna sonora in collaborazione con l'organizzazione pubblica "Fight for Rights" nell'ambito del progetto "Affordable Cinema". Dopo aver scaricato l'applicazione Earcatch sul telefono, gli spettatori non vedenti hanno avuto accesso a una colonna sonora speciale del film durante la proiezione.

### Sottotitoli adattati
I sottotitoli adattati sono una nuova pratica per Docudays UA. Si tratta di sottotitoli con segni speciali, simboli e testo aggiuntivo che riflettono la parte sonora del film (musica, suoni aggiuntivi). Tali sottotitoli consentono alle persone con problemi di udito di immergersi maggiormente nell'atmosfera del nastro e di monitorarne il contenuto. Tutti i film del programma 2020, ad eccezione di DOCU / UCRAINA e DOCU / CHILDREN, avevano i sottotitoli adattati in ucraino.

### Traduzione nella lingua dei segni
Per la prima volta al festival, tutte le discussioni all'interno del programma sui diritti umani RIGHTS NOW! avevano la traduzione nella lingua dei segni ucraina.

## Film

### 17° DocuDays
I seguenti sono film selezionati proiettati virtualmente al 17° DocuDays nel 2020:
- Don’t Worry, The Doors Will Open (Oksana Karpovych)
- New Jerusalem (Yarema Malashchuk and Roman Himey)
- The Building (Tatjana Kononenko and Matilda Mester)
- The Earth Is Blue as an Orange (Iryna Tsilyk)
- War Note (Roman Liubyi)

## Premi
DocuDays presenta annualmente i seguenti premi, uno per categoria, ciascuno con un premio in denaro di $ 1.000:
- DOCU/LIFE Competition Jury Award
- DOCU/RIGHT Competition Jury Award
- DOCU/SHORT Competition Jury Award
- DOCU/UKRAINE Competition Jury Award
- RIGHTS NOW! Special Award (solamente 2021)